# Saltos ornamentais no Campeonato Europeu de Esportes Aquáticos de 2022 - Trampolim 3 m individual feminino
A prova do trampolim 3 m individual feminino dos saltos ornamentais no Campeonato Europeu de Esportes Aquáticos de 2022 ocorreu no dia 19 de agosto no Foro Italico, em Roma na Itália. 

## Calendário
| Fase       | Data         | Hora  |
| ---------- | ------------ | ----- |
| Preliminar | 19 de agosto | 10:00 |
| Final      | 19 de agosto | 16:45 |

Todos os horários estão no horário local (UTC+1)

## Medalhistas
| Ouro                   | Prata                   | Bronze              |
| Chiara Pellacani (ITA) | Michelle Heimberg (SUI) | Yasmin Harper (GBR) |

## Resultados
Esses foram os resultados da competição.
| Pos.              | Saltadora            | Nacionalidade | Preliminar | Preliminar | Final         | Final         |
| Pos.              | Saltadora            | Nacionalidade | Pontos     | Pos.       | Pontos        | Pos.          |
| ----------------- | -------------------- | ------------- | ---------- | ---------- | ------------- | ------------- |
| Medalha de ouro   | Chiara Pellacani     | Itália        | 294.50     | 1          | 318.75        | 1             |
| Medalha de prata  | Michelle Heimberg    | Suíça         | 294.40     | 2          | 301.80        | 2             |
| Medalha de bronze | Yasmin Harper        | Reino Unido   | 273.25     | 4          | 296.20        | 3             |
| 4                 | Tina Punzel          | Alemanha      | 260.10     | 7          | 277.65        | 4             |
| 5                 | Clare Cryan          | Irlanda       | 261.40     | 6          | 268.35        | 5             |
| 6                 | Emilia Nilsson       | Suécia        | 281.90     | 3          | 266.25        | 6             |
| 7                 | Lauren Hallaselkä    | Finlândia     | 255.35     | 8          | 265.70        | 7             |
| 8                 | Grace Reid           | Reino Unido   | 253.15     | 9          | 259.80        | 8             |
| 9                 | Viktoriya Kesar      | Ucrânia       | 251.75     | 10         | 256.55        | 9             |
| 10                | Elisa Pizzini        | Itália        | 262.80     | 5          | 243.85        | 10            |
| 11                | Helle Tuxen          | Dinamarca     | 235.10     | 12         | 243.55        | 11            |
| 12                | Lena Hentschel       | Alemanha      | 249.35     | 11         | 233.95        | 12            |
| 13                | Estilla Mosena       | Hungria       | 232.75     | 13         | Não avançaram | Não avançaram |
| 14                | Daphne Wils          | Países Baixos | 232.10     | 14         | Não avançaram | Não avançaram |
| 15                | Anna Arnautova       | Ucrânia       | 230.90     | 15         | Não avançaram | Não avançaram |
| 16                | Madeline Coquoz      | Suíça         | 229.65     | 16         | Não avançaram | Não avançaram |
| 17                | Kaja Skrzek          | Polónia       | 225.60     | 17         | Não avançaram | Não avançaram |
| 18                | Emma Gullstrand      | Suécia        | 210.45     | 18         | Não avançaram | Não avançaram |
| 19                | Rocío Velázquez      | Espanha       | 210.15     | 19         | Não avançaram | Não avançaram |
| 20                | Valeria Antolino     | Espanha       | 199.05     | 20         | Não avançaram | Não avançaram |
| 21                | Laura Valore         | Dinamarca     | 191.05     | 21         | Não avançaram | Não avançaram |
| 22                | Aleksandra Błażowska | Polónia       | 186.45     |            | Não avançaram | Não avançaram |
| 23                | Caroline Kupka       | Noruega       | 185.45     | 23         | Não avançaram | Não avançaram |